# Ямагата Атлетик Парк
«Ямагата Атлетикс Парк» (яп. 山形県総合運動公園陸上競技場) — стадион, расположенный в городе Тендо, префектура Ямагата, Япония. Является домашней ареной клуба Джей-лиги «Монтедио Ямагата». Стадион вмещает 20 315 зрителей.

## История
Стадион был открыт в июне 1991 года. В 1995 году стадион был подвергнут реконструкции, чтобы соответствовать стандартам Джей-лиги. С 1996 года на нём стала проводить свои матчи команда «Монтедио Ямагата». В 1999 году на стадионе появилось электронное табло, заменённое на более современное в 2012 году

## Транспорт
- Линия Оу: 40 минут пешком от станции Тэндо и 25 минут пешком от станции Такатама.